# وقود الإيثانول حسب البلد
كانت الولايات المتحدة أكبر منتجي وقود الإيثانول في عام 2011 بما يقدر بحوالي 13.9 مليار غالون سائل أمريكي (52.6 مليار لتر)، بينما بلغ إنتاج البرازيل وقتها حوالي 5.6 مليار غالون (21.1 مليار لتر)، ممثلتان معًا 87.1% من الإنتاج العالمي البالغ 22.36 مليار غالون أمريكي. تؤدي الحوافز القوية، إلى جانب المبادرات الأخرى لتطوير الصناعة، إلى ظهور صناعات الإيثانول الوليدة في بلدان مثل ألمانيا وإسبانيا وفرنسا والسويد والهند والصين وتايلاند وكندا وكولومبيا وأستراليا وبعض دول أمريكا الوسطى.

## المنتجون الرئيسيون
يلخص الجدول التالي الإنتاج السنوي لوقود الإيثانول من قبل البلدان أو المناطق المنتجة الرئيسية:
| التصنيف العالمي (2021) | البلد/المنطقة    | النسبة المئوية من الإنتاج العالمي | 2021   | 2020   | 2019   | 2018   | 2017   | 2016   | 2015   |
| 1                      | الولايات المتحدة | 55%                               | 15,016 | 13,926 | 15,778 | 16,091 | 15,936 | 15,413 | 14,807 |
| 2                      | البرازيل         | 27%                               | 7,320  | 7,930  | 8,590  | 7,990  | 6,650  | 6,750  | 7,200  |
| 3                      | الاتحاد الأوروبي | 5%                                | 1,350  | 1,250  | 1,370  | 1,450  | 1,420  | 1,360  | 1,360  |
| 4                      | الصين            | 3%                                | 870    | 880    | 1,000  | 770    | 800    | 670    | 770    |
| 5                      | الهند            | 3%                                | 850    | 515    | 510    | 430    | 200    | 280    | 190    |
| 6                      | كندا             | 2%                                | 434    | 428    | 520    | 460    | 460    | 460    | 450    |
| 7                      | تايلاند          | 1%                                | 360    | 400    | 430    | 390    | 390    | 340    | 310    |
| 8                      | الأرجنتين        | 1%                                | 270    | 230    | 280    | 290    | 290    | 240    | 220    |
| *                      | بقية العالم      | 3%                                | 820    | 500    | 522    | 529    | 454    | 487    | 393    |
|                        | الناتج العالمي   | 100%                              | 27,290 | 26,059 | 29,000 | 28,400 | 26,600 | 26,000 | 25,700 |

## البرازيل
تمتلك البرازيل أكبر برامج الوقود الحيوي في العالم وأنجحها، بما في ذلك إنتاج وقود الإيثانول من قصب السكر، وتعدّ أول دولة باقتصاد مستدام للوقود الحيوي في العالم. وفر الإيثانول البرازيلي في عام 2006 حوالي 18% من احتياجات استهلاك الوقود لقطاع النقل البري في البلاد، وأكثر من 50% من استهلاك الوقود لسوق البنزين بحلول أبريل 2008.
وصلت البرازيل في عام 2006 إلى اكتفاء ذاتي حجمي في إمدادات النفط نتيجة لزيادة استخدام الإيثانول، واستغلال مصادر النفط في المياه العميقة المحلية، ولكنها لم تكتف ذاتيًا بشكل فعال، إذ أن معظم نفطها المستخرج محليًا هو نفط خام ثقيل. ظلت البرازيل أكبر منتج لوقود الإيثانول في العالم حتى عام 2005 عندما تجاوزتها الولايات المتحدة. أنتج كلا البلدين في عام 2011 حوالي 87.1% من وقود الإيثانول في العالم. أنتجت البرازيل في عام 2009 حوالي 27.5 مليار لتر (7.36 مليار غالون سائل أمريكي)، أي حوالي 35.9% من إجمالي الإيثانول العالمي المستخدم كوقود.
غطت مزارع قصب السكر 3.6 مليون هكتار من الأراضي لإنتاج الإيثانول، أي حوالي 1% فقط من الأراضي الصالحة للزراعة في البرازيل، بإنتاجية 7500 لتر من الإيثانول لكل هكتار، مقارنة بإنتاجية إيثانول الذرة في ألمانيا التي تبلغ 3000 لتر لكل هكتار.
يبلغ عمر صناعة الإيثانول في البرازيل أكثر من 30 عامًا، ولم تعد مدعومة، إلا أن إنتاج الإيثانول واستخدامه يُحفزان من خلال:
- قروض منخفضة الفائدة لبناء معامل تقطير الإيثانول.
- شراء مضمون للإيثانول من قبل شركة النفط المملوكة للدولة بسعر معقول.
- تسعير تجزئة للإيثانول النظيف، بطريقة يكون منافسًا إن لم يكن ملائمًا كثيرًا لمزيج البنزين والإيثانول.
- الحوافز الضريبية المقدمة خلال ثمانينيات القرن العشرين، لتحفيز شراء سيارات الإيثانول النظيف.[7]

أُنهي تنظيم الشراء والتسعير المضمونان منذ سنوات، وأدى إلى نتائج إيجابية نسبيًا. أنشأ منتجو الإيثانول في ولاية ساو باولو مركزًا للبحوث ونقل التكنولوجيا، وكان فعالًا في تحسين محاصيل قصب السكر والإيثانول.
لم يعد في البرازيل مركبات خفيفة تعمل بالغازولين النقي. ألزمت الحكومة منذ عام 1977، بمزج 20% من الإيثانول (إي20) مع الغازولين، ما تطلب تعديلًا طفيفًا على محركات الغازولين العادية. يُسمح اليوم بتنوع المزيج الإلزامي على مستوى البلاد بين 18%-25% من الإيثانول (إي25) ويُستخدم من قبل جميع مركبات البنزين العادية ومركبات الوقود المرن. طورت صناعة السيارات البرازيلية مركبات وقود مرن يمكنها العمل بأي نسبة من الغازولين والإيثانول. طرحت المركبات في السوق عام 2003، وحققت نجاحًا تجاريًا، ووصل الإنتاج إلى 10 ملايين مركبة في مارس 2010، و15 مليون في يناير 2012. تُصنع المركبات «المرنة» التي تعمل بالإيثانول، لتحمّل الإيثانول المائي (إي100) وهو مركب أزيوتروبي مكونة من 95.6% إيثانول و4.4% ماء.
أُطلقت أول دراجة نارية بوقود مرن في السوق من قبل شركة هوندا في مارس 2009، ونموذج ثانٍ في سبتمبر 2009. باعت هوندا بحلول نهاية 2009 ما مجموعه 183,375 دراجة ذات وقود مرن، أي حوالي 11.4% من حصة السوق من مبيعات الدراجات النارية البرازيلية الجديدة في ذلك العام. أُطلقت دراجتين ناريتين تعملان بالوقود المرن من إنتاج شركة هوندا في أكتوبر 2010 ويناير 2011. أُنتج خلال عام 2011، ما مجموعه 956,117 دراجة نارية تعمل بالوقود المرن، ما رفع حصتها في السوق إلى 56.7%. بلغ الإنتاج التراكمي لنماذج الوقود المرن الأربعة المتاحة منذ عام 2009، حوالي 1.48 مليون وحدة في ديسمبر 2011.
عانت صناعة الإيثانول البرازيلية منذ عام 2009، من ضغوط مالية بسبب أزمة الائتمان الناجمة عن الأزمة الاقتصادية لعام 2008، إذ ضعف حصاد قصب السكر بسبب الأحوال الجوية غير المواتية، وارتفاع أسعار السكر في الأسواق العالمية ما جعل إنتاج السكر أكثر طلبًا من إنتاج الإيثانول، وعوامل محلية أخرى أدت إلى تراجع إنتاجها السنوي على الرغم من الطلب المتزايد في السوق المحلي.
بلغ إنتاج وقود الإيثانول البرازيلي في عام 2011 حوالي 21.1 مليار لتر (5.6 مليار غالون سائل أمريكي)، بعد أن كان الإنتاج 26.2 مليون لتر (6.9 مليار غالون) في عام 2010. حدث نقص في الإمدادات لعدة أشهر خلال عامي 2010-2011 وارتفعت الأسعار إلى درجة أن وقود الإيثانول لم يعد مطلبًا لأصحاب المركبات ذات الوقود المرن، إذ خفضت الحكومة الحد الأدنى من مزيج الإيثانول في الغازولين لتقليل الطلب والحفاظ على أسعار وقود الإيثانول من الارتفاع، وبدأ استيراد وقود الإيثانول من الولايات المتحدة لأول مرة منذ تسعينيات القرن العشرين.

## الولايات المتحدة
| السنة                                                         | الإنتاج | الواردات | الطلب  |
| 2001                                                          | 1,770   | n/a      | n/a    |
| 2002                                                          | 2,130   | 46       | 2,085  |
| 2003                                                          | 2,800   | 61       | 2,900  |
| 2004                                                          | 3,400   | 161      | 3,530  |
| 2005                                                          | 3,904   | 135      | 4,049  |
| 2006                                                          | 4,855   | 653      | 5,377  |
| 2007                                                          | 6,500   | 450      | 6,847  |
| 2008                                                          | 9,000   | 556      | 9,637  |
| 2009                                                          | 10,600  | 190      | 10,940 |
| 2010                                                          | 13,230  | 10       | 13,184 |
| تشمل أرقام الطلب تغير المخزونات والصادرات الصغيرة في عام 2005 |         |          |        |

تنتج الولايات المتحدة وقود الإيثانول وتستهلكه أكثر من أي دولة أخرى في العالم. يعود فضل استخدام الإيثانول كوقود إلى هنري فورد، الذي صمم سيارته الأولى في عام 1896 «كوادريسيكل» لتعمل على الإيثانول النقي، ثم أنتج في عام 1908 فورد تي الشهيرة القادرة على العمل بالغازولين أو الإيثانول أو مزيج من الاثنين معًا. استمر فورد في الدفاع عن الإيثانول كوقود حتى أثناء الحظر.